# Crocallis solitaria
Crocallis solitaria là một loài bướm đêm trong họ Geometridae.